# Заборонене кохання (серіал)
Заборонене кохання (серіал) (тур. Aşk-ı Memnu) — турецька романтична драма, яка знімалася з 2008 по 2010 рік, принесла популярність турецької кіноактрисі Берен Саат. Права на показ телесеріалу були продані більш ніж 20-ти телекомпаніям світу.

## Сюжет
Після того, як головний герой Аднан Зійагіль пережив трагічну смерть своєї коханої дружини і залишився один, він зумів не опустити руки і знайшов у собі сили поодинці піклуватися про їхніх дітей — Ніхаль і Бюлента, які стали сенсом усього його життя.
По дому йому допомагає тільки француженка, яка працює у нього як прислуга і няня, а також племінник Бехлюль. І невідомо, скільки б так безпросвітно жив Аднан, якби в його житті не з'явилася красуня Біхтер, яка відразу ж закохала його в себе. Між ними зав'язуються романтичні відносини — Біхтер відповідає Аднану взаємністю.
Але у дівчини є мати Фірдевс, яка навіть незважаючи на те, що лише недавно овдовіла, вже поглядає пожадано на чоловіків. Між матір'ю і дочкою стосунки розладналися після смерті батька, так як Біхтер звинувачує у його смерті саме мати. Ненависть між ними породила суперництво через чоловіків.
І коли Аднаном зацікавлюється і мати Біхтер, відносини між закоханими починають валиться, так як Фірдевс робить відчайдушні спроби привернути до себе увагу Аднана, вважаючи тільки себе гідною такого чоловіка.

## Акторський склад та український дубляж
- Берен Саат (Катерина Буцька) — Біхтер Йореоглу (Зійагіль)
- Киванч Татлитуг (Михайло Тишин) — Бехлюль Хазнедар
- Небахат Чехре (Ольга Сумська) — Фірдевс Йореоглу
- Нур Феттахоглу — Пейкер Йореоглу (Онал)
- Ілкер Кізмаз — Ніхат Онал
- Сельчук Йонтем (Олег Лепенець) — Аднан Зійагіль
- Зеррін Текіндор (Лариса Руснак) — Деніз де Куртон
- Батухан Караджакайа — Бюлент Зійагіль
- Рана Джаббар — Сулейман Ефенді
- Баран Акбулут — Бешир Ельчі
- Фатьма Каранфіл — Шайесте
- Еврен Дуйал — Незрін
- Пелін Ерміш — Джемілє
- Уфук Каплан — Катя
- Хазал Кая (Юлія Перенчук) — Ніхаль Зійагіль
- Зеррін Нішанджі — Айнур Онал
- Реджеп Актуг — Хілмі Онал
- Гюльсен Тунджелі — Арсен Зійагіль
- Еда Езеркан — Еліф Біндер
- Гюлізар Ирмак — Севіль
- Мюнір Акджа — Меліх Йореоглу

Українською мовою серіал дубльовано студією «1+1» у 2015 році.

## Трансляція в Україні
- З 7 вересня по 25 грудня 2015 року на телеканалі 1+1, у будні о 17:10 по дві серії.
- З 7 серпня по 25 листопада 2025 року на телеканалі Бігуді, у будні о 18:00 по одній серії.